# 岡村正広
岡村 正広（おかむら まさひろ、1970年4月13日 - ）は、視覚障害の陸上競技・マラソン選手。静岡県御前崎市出身、 RUNWEB 所属、 IPC 陸上競技クラス T12 、身長 175cm 、体重 54kg 。
2016年、リオパラリンピックのマラソンで銅メダルを獲得。 2012年、ロンドンパラリンピックマラソン4位、2011年、IPC 陸上競技世界選手権大会マラソン銅メダル等で活躍。クラス T13 および T12 の 10000m 、マラソンの日本記録を樹立した。2008年、北京パラリンピックのマラソンには選手の伴走をするガイドランナーとして出場した。

## 経歴
1970年4月13日、静岡県小笠郡浜岡町（現在の御前崎市）に生まれる。小学校のころから目が悪く視野も狭いために球技ができず、できるスポーツを探して中学校1年生から陸上競技を始めた。掛川西高等学校を経て愛知大学経済学部に入学、23歳から本格的にマラソンを始めた。大学卒業後、静岡地方裁判所などで勤務するかたわら、全国各地のフルマラソンに出場。1998年、福岡国際マラソン大会で自己最高の2時間20分40秒を記録した。裁判所書記官として約10年間勤務したが、症状の進行により33歳で退職。2005年、鍼灸マッサージ師を目指し浜松盲学校（現在の浜松視覚特別支援学校）で勉強を始めた。2006年、浜松盲学校の卒業生で視覚障害マラソン選手の新野正仁と出会い、2008年、新野が出場した北京パラリンピックでは岡村がガイドランナーを務めマラソンの後半を伴走、19位で完走した。この経験が「ロンドンでは自分が選手として」と決意させた。筑波大学理療科教員養成施設で学び免許を取得後、2010年、千葉盲学校の理療科教員になった。
2011年、ニュージーランドで開催された IPC 陸上競技世界選手権大会のマラソンで銅メダルを獲得。しかし2012年のロンドンパラリンピックのマラソンでは4位と惜しくもメダルを逃した。直後は引退を迷っていたという。2016年2月、別府大分毎日マラソン大会の視覚障害者の部で優勝し2大会連続のパラリンピック出場権を得、9月、リオパラリンピックのマラソンで銅メダルを獲得した。

## 選手としての特徴
スタミナの消耗を極力減らすため、走るフォームは競歩の選手のように腰を落とし、頭をあまり上下させずに走る。年齢を重ねるにつれて自然とこの走り方になったという。網膜色素変性症による視野狭窄で、暗い場所ではほとんど見えない状態で、昼間でも視野が5度しかなく目の前の風景は長い筒の中からのぞき見るような感覚だという。フルタイムで働いているため、勤務先の千葉盲学校の校庭などで早朝や夜の数十分と休日を利用し練習を重ね、多い時は1ヶ月に 870km の練習量で走力を維持してきた。鍼灸師の資格を持ち、練習後は針治療などで自分の体をケアしている。

## 自己ベスト・記録
| 種目                                | 記録          | 年月日         | 大会                                   | 備考     |
| ----------------------------------- | ------------- | -------------- | -------------------------------------- | -------- |
| 5000m                               | 14分52秒38    |                |                                        | [ 9 ]    |
| 5000m T13                           | 15分43秒75    | 2009年7月5日   | 第14回関東身体障害者陸上競技選手権大会 | 日本記録 |
| 5000m T12                           |               |                |                                        |          |
| 10000m T13                          | 31分57秒24    | 2010年3月21日  | 第13回九州チャレンジ陸上競技選手権大会 | 日本記録 |
| 10000m T12                          | 32分12秒46    | 2011年11月19日 | 第220回日本体育大学長距離記録会        | 日本記録 |
| マラソン                            | 2時間20分40秒 | 1998年12月6日  | 第52回福岡国際マラソン選手権大会       | [ 9 ]    |
| マラソン T13                        | 2時間24分10秒 | 2009年12月6日  | 第63回福岡国際マラソン選手権大会       | 日本記録 |
| マラソン T12                        | 2時間24分42秒 | 2011年12月4日  | 第65回福岡国際マラソン選手権大会       | 日本記録 |
| 太字は2016年9月末日現在保持する記録 |               |                |                                        |          |

## 主な成績

### 国際大会
| 年月           | 大会                                    | 開催地                               | 結果 | 種目            | 記録          | 備考          |
| -------------- | --------------------------------------- | ------------------------------------ | ---- | --------------- | ------------- | ------------- |
| 2011年1月      | 2011 IPC 陸上競技世界選手権大会         | ニュージーランド・クライストチャーチ | 棄権 | 10000m T12      | DNF           | [ 12 ]        |
| 2011年1月      | 2011 IPC 陸上競技世界選手権大会         | ニュージーランド・クライストチャーチ | 3位  | マラソン T12    | 2時間34分03秒 | [ 12 ]        |
| 2012年8月・9月 | 第14回パラリンピック                    | イギリス・ロンドン                   | 8位  | 5000m T12       | 15分45秒98    | [ 13 ] [ 14 ] |
| 2012年8月・9月 | 第14回パラリンピック                    | イギリス・ロンドン                   | 4位  | マラソン T11/12 | 2時間28分51秒 | [ 13 ] [ 14 ] |
| 2015年4月      | 2015 IPC 陸上競技マラソン世界選手権大会 | イギリス・ロンドン                   | 4位  | マラソン T11/12 | 2時間31分40秒 | [ 9 ]         |
| 2016年9月      | 第15回パラリンピック                    | ブラジル・リオデジャネイロ           | 3位  | マラソン T11/12 | 2時間33分59秒 | [ 9 ]         |
|                |                                         |                                      |      |                 |               |               |

### 国内大会

#### トラック競技
| 年月日                                                                                 | 大会                                                                             | 開催地       | 結果 | 種目       | 記録       | 備考   |
| -------------------------------------------------------------------------------------- | -------------------------------------------------------------------------------- | ------------ | ---- | ---------- | ---------- | ------ |
| 2009年3月15日                                                                          | 第12回九州チャレンジ陸上競技選手権大会                                           | 熊本市       | 1位  | 10000m T13 | 32分37秒78 | NR GR  |
| 2009年7月5日                                                                           | 第14回関東身体障害者陸上競技選手権大会                                           | 東京都町田市 | 1位  | 5000m T13  | 15分43秒75 | NR GR  |
| 2009年9月22日                                                                          | 2009 ジャパンパラリンピック陸上競技大会 兼第20回日本身体障害者陸上競技選手権大会 | 大阪市       | 1位  | 10000m T13 | 32分29秒91 | NR GR  |
| 2010年3月21日                                                                          | 第13回九州チャレンジ陸上競技選手権大会                                           | 熊本市       | 1位  | 10000m T13 | 31分57秒24 | NR GR  |
| 2010年8月1日                                                                           | 2010 ジャパンパラリンピック陸上競技大会                                          | 仙台市       | 1位  | 10000m T12 | 35分14秒72 | GR     |
| 2011年7月9日                                                                           | 第22回日本身体障害者陸上競技選手権大会                                           | 大阪府堺市   | 2位  | 5000m T12  | 16分12秒05 | [ 20 ] |
| 2011年10月10日                                                                         | 第16回関東身体障害者陸上競技選手権大会                                           | 埼玉県上尾市 | 2位  | 5000m T12  | 15分46秒94 | GR     |
| 2011年11月19日                                                                         | 第220回日本体育大学長距離競技会                                                  | 横浜市       |      | 10000m     | 32分12秒46 | T12 NR |
| 2014年6月8日                                                                           | 第25回日本身体障害者陸上競技選手権大会                                           | 大阪市       | 1位  | 10000m T12 | 34分15秒89 | WL     |
| 2015年7月19日                                                                          | 第26回日本パラ陸上競技選手権大会                                                 | 大阪市       | 1位  | 10000m T12 | 34分05秒28 | [ 25 ] |
| 2015年9月19日                                                                          | 2015 ジャパンパラ陸上競技大会                                                    | 大阪市       | 1位  | 10000m T12 | 33分39秒29 | GR WL  |
| 2016年6月5日                                                                           | 2016 ジャパンパラ陸上競技大会                                                    | 新潟市       |      | 10000m T12 | DNF        | [ 27 ] |
| AR エリア（アジア）記録 \| GR 大会記録 \| NR 日本記録 \| WL 世界最高（当該シーズン中） |                                                                                  |              |      |            |            |        |

#### マラソン
| 年月日                                       | 大会                                   | 開催地                       | 結果 | クラス       | 記録          | 備考         |
| -------------------------------------------- | -------------------------------------- | ---------------------------- | ---- | ------------ | ------------- | ------------ |
| 2009年12月6日                                | 第63回福岡国際マラソン選手権大会       | 福岡市                       | 32位 | 日本陸連登録 | 2時間24分10秒 | T13 NR       |
| 2010年4月18日                                | 第16回国際盲人マラソンかすみがうら大会 | 茨城県土浦市・かすみがうら市 | 1位  |              | 2時間25分18秒 | T13 NR       |
| 2011年12月4日                                | 第65回福岡国際マラソン選手権大会       | 福岡市                       | 33位 | 日本陸連登録 | 2時間24分42秒 | T12 NR       |
| 2013年12月1日                                | 第67回福岡国際マラソン選手権大会       | 福岡市                       | 65位 | 日本陸連登録 | 2時間27分53秒 | [ 28 ]       |
| 2014年3月2日                                 | 第69回びわ湖毎日マラソン大会           | 滋賀県大津市                 |      |              | DNF           | [ 30 ]       |
| 2014年8月30日                                | 2014 北海道マラソン                    | 札幌市                       | 1位  |              | 2時間35分52秒 | [ 9 ] [ 31 ] |
| 2014年10月19日                               | ちばアクアラインマラソン 2014          | 千葉県木更津市・袖ケ浦市     | 8位  |              | 2時間33分33秒 | [ 32 ]       |
| 2014年12月21日                               | 第45回防府読売マラソン大会             | 山口県防府市                 | 1位  | 視覚障害者   | 2時間27分48秒 | [ 9 ] [ 33 ] |
| 2015年8月30日                                | 2015 北海道マラソン                    | 札幌市                       | 1位  | JBMA強化指定 | 2時間31分41秒 | [ 9 ] [ 31 ] |
| 2016年2月7日                                 | 第65回別府大分毎日マラソン大会         | 大分県大分市・別府市         | 1位  | IPC登録      | 2時間27分24秒 | WL           |
| NR 日本記録 \| WL 世界最高（当該シーズン中） |                                        |                              |      |              |               |              |

#### 10マイル
| 年月日        | 大会                                   | 開催地                       | 結果 | クラス | 記録     | 備考   |
| ------------- | -------------------------------------- | ---------------------------- | ---- | ------ | -------- | ------ |
| 2006年4月16日 | 第12回国際盲人マラソンかすみがうら大会 | 茨城県土浦市・かすみがうら市 | 1位  |        | 52分57秒 | [ 29 ] |
| 2009年4月19日 | 第15回国際盲人マラソンかすみがうら大会 | 茨城県土浦市・かすみがうら市 | 1位  |        | 55分41秒 | [ 29 ] |
| 2013年4月21日 | 第19回国際盲人マラソンかすみがうら大会 | 茨城県土浦市・かすみがうら市 | 1位  |        | 55分35秒 | [ 29 ] |
|               |                                        |                              |      |        |          |        |

## 評価・影響
岡村の力を最も近くで体感した新野正仁は、岡村との練習で自己ベストを5分以上縮めて2008年の北京パラリンピック出場を決め、「マラソンのノウハウを教えてもらった」、「幸運な出会いだった」と述べている。

## 受賞
2016年、リオパラリンピックで銅メダルを獲得したことにより、文部科学大臣からパラリンピック優秀者顕彰が贈られた。また、「岡村正広選手に対する継続的な支援。」を受章理由に、所属クラブの RUNWEB が文部科学省よりスポーツ功労団体として表彰された。出身地の御前崎市からは、同じく御前崎市出身でリオオリンピックの400mリレーで銀メダルを獲得した飯塚翔太とともに、同市初となる市民栄誉賞が贈られた。また2017年、御前崎ライオンズクラブが国際協会の100周年を記念した碑を市に贈呈し、岡村の「継続は力なり」、飯塚の「鳴ったら走る」の言葉を刻み市庁舎の玄関脇に設置。除幕式には岡村も出席した。
- 静岡県知事特別表彰（2016年）[41]
- 四街道市功労表彰（2016年）[42][43]
- 千葉県知事賞（2016年）[44]
- 静岡新聞社・静岡放送スポーツ賞特別賞（2017年）[45]
- 愛知大学同窓会奨励賞最優秀奨励賞（2017年）[6]
- 静岡県体育協会第58回体育章特別優秀選手章（2017年）[46]

## 出演

### イベント
- リオデジャネイロオリンピック・パラリンピック日本代表選手団合同パレード（2016年）[47]
- 四街道警察署年末年始特別警戒出動式一日警察署長（2016年）[48]

### テレビ番組
- 『グラジオラスの轍』第43回「視覚障がい者マラソン〜彼らが走る理由」（フジテレビ、2016年2月28日）[49]
- 『おはよう日本』「欠かさず走り込み リオで初メダルを　〜千葉〜」（NHK総合、2016年7月12日）[8]
- 『ハートネットTV』2016 リオパラリンピック「メダリスト凱旋インタビュー（1）」（NHK Eテレ、2016年9月26日）[50]

### ラジオ番組
- 『聞いて聞かせて〜視覚障害ナビ・ラジオ』シリーズ・可能性を切りひらく「めざせ、金メダル〜マラソンランナー・岡村正広さん」（NHK、2012年5月20日）[3]